# 2013-as rövidpályásgyorskorcsolya-világbajnokság

## A versenyszámok időrendje
A verseny eseményei helyi idő szerint (GMT +01:00):
| Dátum       | Idő   | Program                                             |
| ----------- | ----- | --------------------------------------------------- |
| március 8.  | 12:00 | Megnyitó a jégen                                    |
| március 8.  | 12:30 | 1500 m Nők/Férfiak előfutamok                       |
| március 8.  | 14:02 | Nők 1500m elődöntő                                  |
| március 8.  | 14:18 | Férfiak 1500 m elődöntő                             |
| március 8.  | 14:51 | Nők 1500 m döntő                                    |
| március 8.  | 14:59 | Férfiak 1500 m döntő                                |
| március 8.  | 15:22 | 3000 m váltó nők elődöntő                           |
| március 8.  | 15:37 | Ünnepélyes eredményhirdetés                         |
| március 9.  | 12:30 | 500 m Nők/Férfiak selejtező, előfutam, középdöntő   |
| március 9.  | 15:13 | Férfiak 500 m nyolcaddöntő                          |
| március 9.  | 15:39 | Nők 500 m elődöntő                                  |
| március 9.  | 15:45 | Férfiak 500 m elődöntő                              |
| március 9.  | 16:06 | Nők 500 m döntő                                     |
| március 9.  | 16:12 | Férfiak 500 m döntő                                 |
| március 9.  | 16:34 | 5000 m váltó férfiak elődöntő                       |
| március 9.  | 16:52 | Ünnepélyes eredményhirdetés                         |
| március 10. | 11:00 | 1000 m Nők/Férfiak, selejtező, előfutam, középdöntő |
| március 10. | 13:57 | Nők 1000 m elődöntő                                 |
| március 10. | 14:05 | Férfiak 1000 m elődöntő                             |
| március 10. | 14:28 | Nők 1000 m döntő                                    |
| március 10. | 14:35 | Férfiak 1000 m döntő                                |
| március 10. | 14:57 | Nők 3000 m szuperdöntő                              |
| március 10. | 15:07 | Férfiak 3000 m szuperdöntő                          |
| március 10. | 15:33 | Nők 3000 m váltó döntő                              |
| március 10. | 15:43 | Férfiak 5000 m váltó döntő                          |
| március 10. | 15:56 | Ünnepélyes eredményhirdetés                         |

## A versenyen részt vevő nemzetek
| Részt vevő nemzetek férfi / nő megbontásban | Részt vevő nemzetek férfi / nő megbontásban | Részt vevő nemzetek férfi / nő megbontásban | Részt vevő nemzetek férfi / nő megbontásban | Részt vevő nemzetek férfi / nő megbontásban | Részt vevő nemzetek férfi / nő megbontásban | Részt vevő nemzetek férfi / nő megbontásban | Részt vevő nemzetek férfi / nő megbontásban | Részt vevő nemzetek férfi / nő megbontásban | Részt vevő nemzetek férfi / nő megbontásban | Részt vevő nemzetek férfi / nő megbontásban | Részt vevő nemzetek férfi / nő megbontásban |
| ------------------------------------------- | ------------------------------------------- | ------------------------------------------- | ------------------------------------------- | ------------------------------------------- | ------------------------------------------- | ------------------------------------------- | ------------------------------------------- | ------------------------------------------- | ------------------------------------------- | ------------------------------------------- | ------------------------------------------- |
| nemzet                                      | F                                           | N                                           | nemzet                                      | F                                           | N                                           | nemzet                                      | F                                           | N                                           | nemzet                                      | F                                           | N                                           |
| Argentína                                   | 1                                           | –                                           | Fehéroroszország                            | 1                                           | 2                                           | Lengyelország                               | 1                                           | 1                                           | Svájc                                       | 1                                           | –                                           |
| Ausztrália                                  | 1                                           | 2                                           | Hollandia                                   | 5                                           | 4                                           | Lettország                                  | 2                                           | 1                                           | Szerbia                                     | 1                                           | –                                           |
| Ausztria                                    | –                                           | 1                                           | Hongkong                                    | 1                                           | –                                           | Litvánia                                    | –                                           | 1                                           | Szingapúr                                   | 1                                           | –                                           |
| Belgium                                     | 1                                           | –                                           | Horvátország                                | 1                                           | 1                                           | Magyarország                                | 5                                           | 5                                           | Szlovákia                                   | –                                           | 1                                           |
| Bosznia-Hercegovina                         | 1                                           | –                                           | Izrael                                      | 1                                           | –                                           | Németország                                 | 2                                           | 2                                           | Törökország                                 | 1                                           | –                                           |
| Bulgária                                    | 1                                           | 2                                           | Japán                                       | 2                                           | 5                                           | Olaszország                                 | 2                                           | 5                                           | Új-Zéland                                   | 1                                           | –                                           |
| Csehország                                  | 1                                           | 1                                           | Kanada                                      | 5                                           | 5                                           | Oroszország                                 | 5                                           | 5                                           | Ukrajna                                     | 2                                           | 1                                           |
| Dél-Korea                                   | 5                                           | 5                                           | Kína                                        | 5                                           | 5                                           | Románia                                     | –                                           | 1                                           | USA                                         | 5                                           | 3                                           |
| Egyesült Királyság                          | 5                                           | 2                                           | Kínai Köztársaság                           | 1                                           | 1                                           | Spanyolország                               | 1                                           | 1                                           |                                             |                                             |                                             |

F = férfi, N = nő

## Eredmények

### Éremtáblázat
| #        | nemzet             | arany | ezüst | bronz | összesen |
| -------- | ------------------ | ----- | ----- | ----- | -------- |
| 1        | Dél-Korea          | 6     | 6     | 1     | 13       |
| 2        | Kína               | 5     | 0     | 1     | 6        |
| 3        | Kanada             | 1     | 2     | 5     | 8        |
| 4        | Hollandia          | 0     | 2     | 3     | 5        |
| 5        | Oroszország        | 0     | 2     | 0     | 2        |
| 6        | Egyesült Királyság | 0     | 0     | 1     | 1        |
| 6        | Japán              | 0     | 0     | 1     | 1        |
| összesen | összesen           | 12    | 12    | 12    | 36       |

### Éremszerzők
| versenyszám           | arany                                                                    | ezüst                                                                               | bronz                                                                       |
| férfiak               |                                                                          |                                                                                     |                                                                             |
| 500 m                 | Liang Ven-hao                                                            | Viktor An                                                                           | Freek van der Wart                                                          |
| 1000 m                | Szin Davun                                                               | Sjinkie Knegt                                                                       | Charles Hamelin                                                             |
| 1500 m                | Szin Davun                                                               | Kim Jundzse                                                                         | Charles Hamelin                                                             |
| 3000 m-es szuperdöntő | Kim Jundzse                                                              | Szin Davun                                                                          | Charles Hamelin                                                             |
| 5000 m-es váltó       | CAN · Olivier Jean · Charle Cournoyer · Michael Gilday · Charles Hamelin | RUS · Viktor An · Vjacseszlav Kurginjan · Szemjon Elisztratov · Vlagyimir Grigorjev | NED · Daan Breeuwsma · Niels Kerstholt · Sjinkie Knegt · Freek van der Wart |
| összetett             | Szin Davun                                                               | Kim Jundzse                                                                         | Charles Hamelin                                                             |
| nők                   |                                                                          |                                                                                     |                                                                             |
| 500 m                 | Vang Meng                                                                | Pak Szunhi                                                                          | Fan Ko-hszin                                                                |
| 1000 m                | Vang Meng                                                                | Jorien ter Mors                                                                     | Elise Christie                                                              |
| 1500 m                | Pak Szunhi                                                               | Sim Szukhi                                                                          | Marianne St-Gelais                                                          |
| 3000 m-es szuperdöntő | Sim Szukhi                                                               | Marianne St-Gelais                                                                  | Jorien ter Mors                                                             |
| 3000 m-es váltó       | CHN · Vang Meng · Fan Ko-hszin · Csou Jang · Liu Csiu-hung               | CAN · Marianne St-Gelais · Valerie Maltais · Jessica Hewitt · Marie-Ève Drolet      | JPN · Szakurai Biba · Ito Ajuko · Simizu Szajuri · Szakai Jui               |
| összetett             | Vang Meng                                                                | Pak Szunhi                                                                          | Sim Szukhi                                                                  |

## Versenyszámok

### Férfiak

#### Összetett
| #     | ország             | név                 | pont | helyezés | helyezés  | helyezés  | helyezés  | legjobb idő |
| #     | ország             | név                 | pont | 500 m-en | 1000 m-en | 1500 m-en | 3000 m-en | legjobb idő |
| ----- | ------------------ | ------------------- | ---- | -------- | --------- | --------- | --------- | ----------- |
|       | Dél-Korea          | Szin Davun          | 89   | 25       | 1         | 1         | 2         | 2:20,038    |
|       | Dél-Korea          | Kim Jundzse         | 55   | 39       |           | 2         | 1         | 2:18,070    |
|       | Kanada             | Charles Hamelin     | 39   | 16       | 3         | 3         | 3         | 2:18,165    |
| 4     | Kína               | Liang Ven-hao       | 37   | 1        | 10        | 25        | 6         | 2:23,770    |
| 5     | Hollandia          | Sjinkie Knegt       | 29   | 15       | 2         | 9         | 4         | 2:23,226    |
| 6     | Oroszország        | Viktor An           | 23   | 2        | 4         | 42        | 7         | 2:59,574    |
| 7     | Hollandia          | Freek van der Wart  | 18   | 3        | 15        | 10        | 9         | 2:19,917    |
| 8     | Oroszország        | Szemjon Elisztratov | 13   | 4        | 6         | 8         | 5         | 2:20,017    |
| 9     | Japán              | Rjószuke Sakazume   | 9    | 10       | 17        | 4         | 8         | 2:20,454    |
| 10    | Kanada             | Michael Gilday      | 5    | 14       | 5         | 5         |           | 2:19,802    |
| 11    | Dél-Korea          | No Dzsinkju         | 3    | 6        | 9         | 6         |           | 2:19,407    |
| 12    | Kína               | Vu Ta-csing         |      | 7        | 11        | 15        |           | 2:20,947    |
| 13    | Hollandia          | Niels Kerstholt     |      | 12       | 16        | 7         |           | 2:18,212    |
| 14    | Oroszország        | Vlagyimir Grigorjev |      | 17       | 8         | 13        |           | 2:23,484    |
| 15    | Japán              | Takamido Júzo       |      | 22       | 7         | 12        |           | 2:20,155    |
| 16    | USA                | Chris Creveling     |      | 20       | 13        | 11        |           | 2:18,640    |
| 17    | Egyesült Királyság | Jon Eley            |      | 9        | 14        | 24        |           | 2:22,364    |
| 18    | Egyesült Királyság | Paul Stanley        |      | 11       | 30        | 16        |           | 2:22,118    |
| 19    | Kínai Köztársaság  | Mackenzie Blackburn |      | 21       | 19        | 19        |           | 2:27,891    |
| 20    | Németország        | Robert Seifert      |      | 18       | 22        | 20        |           | 2:30,067    |
| [...] |                    |                     |      |          |           |           |           |             |
| 23    | Magyarország       | Knoch Viktor        |      | 8        | 18        |           |           |             |
| [...] |                    |                     |      |          |           |           |           |             |
| 26    | Magyarország       | Liu Shaolin Sándor  |      | 29       | 20        | 31        |           | 2:27,157    |
| [...] |                    |                     |      |          |           |           |           |             |

#### 500 m
| #          | ország             | név                 | legjobb idő |
| ---------- | ------------------ | ------------------- | ----------- |
|            | Kína               | Liang Ven-hao       | 41,090      |
|            | Oroszország        | Viktor An           | 41,283      |
|            | Hollandia          | Freek van der Wart  | 41,504      |
| 4          | Oroszország        | Szemjon Elisztratov | 41,705      |
| elődöntő   |                    |                     |             |
| 5          | USA                | J. R. Celski        | 41,438      |
| 6          | Dél-Korea          | No Dzsinkju         | 41,300      |
| 7          | Kína               | Vu Ta-csing         | 41,552      |
| 8          | Magyarország       | Knoch Viktor        | 41,716      |
| 9          | Egyesült Királyság | Jon Eley            | 41,574      |
| középdöntő |                    |                     |             |
| 10         | Japán              | Rjószuke Sakazume   | 42,034      |
| 11         | Egyesült Királyság | Paul Stanley        | 41,705      |
| 12         | Hollandia          | Niels Kerstholt     | 41,825      |
| 13         | Kanada             | Olivier Jean        | 41,453      |
| 14         | Kanada             | Michael Gilday      | 41,978      |
| 15         | Hollandia          | Sjinkie Knegt       | 42,009      |
| 16         | Kanada             | Charles Hamelin     | 41,423      |
| 17         | Oroszország        | Vlagyimir Grigorjev | 41,613      |
| előfutam   |                    |                     |             |
| [...]      |                    |                     |             |
| selejtező  |                    |                     |             |
| [...]      |                    |                     |             |
| 29         | Magyarország       | Liu Shaolin Sándor  | 43,913      |
| [...]      |                    |                     |             |

#### 1000 m
| #          | ország             | név                 | legjobb idő |
| ---------- | ------------------ | ------------------- | ----------- |
|            | Dél-Korea          | Szin Davun          | 1:26,035    |
|            | Hollandia          | Sjinkie Knegt       | 1:25,798    |
|            | Kanada             | Charles Hamelin     | 1:25,546    |
| elődöntő   |                    |                     |             |
| 4          | Oroszország        | Viktor An           | 1:26,350    |
| 5          | Kanada             | Michael Gilday      | 1:26,111    |
| 6          | Oroszország        | Szemjon Elisztratov | 1:26,354    |
| 7          | Japán              | Takamido Júzo       | 1:27,318    |
| 8          | Oroszország        | Vlagyimir Grigorjev | 1:26,562    |
| 9          | Dél-Korea          | No Dzsinkju         | 1:26,451    |
| középdöntő |                    |                     |             |
| 10         | Kína               | Liang Ven-hao       | 1:26,679    |
| 11         | Kína               | Vu Ta-csing         | 1:26,382    |
| 12         | Olaszország        | Tommaso Dotti       | 1:26,577    |
| 13         | USA                | Chris Creveling     | 1:26,790    |
| 14         | Egyesült Királyság | Jon Eley            | 1:28,613    |
| 15         | Hollandia          | Freek van der Wart  | 1:27,386    |
| előfutam   |                    |                     |             |
| [...]      |                    |                     |             |
| 18         | Magyarország       | Knoch Viktor        | 1:27,115    |
| 19         | Kínai Köztársaság  | Mackenzie Blackburn | 1:28,411    |
| 20         | Magyarország       | Liu Shaolin Sándor  | 1:30,999    |
| [...]      |                    |                     |             |
| selejtező  |                    |                     |             |
| [...]      |                    |                     |             |

#### 1500 m
| #        | ország             | név                 | legjobb idő |
| -------- | ------------------ | ------------------- | ----------- |
|          | Dél-Korea          | Szin Davun          | 2:20,038    |
|          | Dél-Korea          | Kim Jundzse         | 2:18,070    |
|          | Kanada             | Charles Hamelin     | 2:18,165    |
| 4        | Japán              | Rjószuke Sakazume   | 2:20,454    |
| 5        | Kanada             | Michael Gilday      | 2:19,802    |
| 6        | Dél-Korea          | No Dzsinkju         | 2:19,407    |
| elődöntő |                    |                     |             |
| 7        | Hollandia          | Niels Kerstholt     | 2:18,212    |
| 8        | Oroszország        | Szemjon Elisztratov | 2:20,017    |
| 9        | Hollandia          | Sjinkie Knegt       | 2:23,226    |
| 10       | Hollandia          | Freek van der Wart  | 2:19,917    |
| 11       | USA                | Chris Creveling     | 2:18,640    |
| 12       | Japán              | Takamido Júzo       | 2:20,155    |
| 13       | Oroszország        | Vlagyimir Grigorjev | 2:23,484    |
| 14       | Olaszország        | Yuri Confortola     | 2:19,448    |
| 15       | Kína               | Vu Ta-csing         | 2:20,947    |
| 16       | Egyesült Királyság | Paul Stanley        | 2:22,118    |
| 17       | Kanada             | Olivier Jean        | 2:22,326    |
| 18       | Lettország         | Roberto Pukitis     | 2:25,187    |
| 19       | Kínai Köztársaság  | Mackenzie Blackburn | 2:27,891    |
| 20       | Németország        | Robert Seifert      | 2:30,067    |
| 21       | Németország        | Paul Herrmann       | 2:22,649    |
| 22       | Új-Zéland          | Blake Skjellerup    | 2:26,889    |
| előfutam |                    |                     |             |
| [...]    |                    |                     |             |
| 31       | Magyarország       | Liu Shaolin Sándor  | 2:27,157    |
| [...]    |                    |                     |             |
| B        | Magyarország       | Knoch Viktor        |             |

#### 3000 m-es szuperdöntő
| # | ország      | név                 | idő      |
| - | ----------- | ------------------- | -------- |
|   | Dél-Korea   | Kim Jundzse         | 4:54,178 |
|   | Dél-Korea   | Szin Davun          | 4:54,252 |
|   | Kanada      | Charles Hamelin     | 4:54,333 |
| 4 | Hollandia   | Sjinkie Knegt       | 4:54,712 |
| 5 | Oroszország | Szemjon Elisztratov | 4:55,186 |
| 6 | Kína        | Liang Ven-hao       | 4:56,225 |
| 7 | Oroszország | Viktor An           | 5:07,087 |
| 8 | Japán       | Rjószuke Sakazume   | 5:12,480 |
| 9 | Hollandia   | Freek van der Wart  | 5:16,730 |

#### 5000 m-es váltó
| #        | ország             | név                                                                     | idő      |
| -------- | ------------------ | ----------------------------------------------------------------------- | -------- |
|          | Kanada             | Olivier Jean Charles Cournoyer Michael Gilday Charles Hamelin           | 6:51,379 |
|          | Oroszország        | Viktor An Vjacseszlav Kurginjan Szemjon Elisztratov Vlagyimir Grigorjev | 6:51,953 |
|          | Hollandia          | Daan Breeuwsma Niels Kerstholt Sjinkie Knegt Freek van der Wart         | 6:52,187 |
| B        | Dél-Korea          | Kim Bjongdzsun No Dzsinkju Kim Jundzse Szin Davun                       |          |
| elődöntő |                    |                                                                         |          |
| 5        | Kína               | Han Tien-jü Liang Ven-hao Jü Jung-csün Vu Ta-csing                      | 6:51,225 |
| 6        | Egyesült Királyság | Jon Eley Richard Shoebridge Paul Stanley Jack Whelbourne                | 6:56,059 |
| 7        | USA                | J. R. Celski Chris Creveling Eduardo Alvarez Jeffrey Simon              | 6:56,062 |
| 8        | Magyarország       | Béres Bence Burján Csaba Knoch Viktor Liu Shaolin Sándor                | 6:59,810 |

### Nők

#### Összetett
| #     | ország             | név                  | pont | helyezés | helyezés  | helyezés  | helyezés  | legjobb idő |
| #     | ország             | név                  | pont | 500 m-en | 1000 m-en | 1500 m-en | 3000 m-en | legjobb idő |
| ----- | ------------------ | -------------------- | ---- | -------- | --------- | --------- | --------- | ----------- |
|       | Kína               | Vang Meng            | 68   | 1        | 1         | 17        |           | 2:40,258    |
|       | Dél-Korea          | Pak Szunhi           | 58   | 2        | 9         | 1         | 6         | 2:23,634    |
|       | Dél-Korea          | Sim Szukhi           | 55   | 42       | 8         | 2         | 1         | 2:21,398    |
| 4     | Kanada             | Marianne St-Gelais   | 42   | 4        | 19        | 3         | 2         | 2:24,424    |
| 5     | Hollandia          | Jorien ter Mors      | 34   | 20       | 2         | 10        | 3         | 2:22,043    |
| 6     | Kína               | Fan Ko-hszin         | 28   | 3        | 4         | 21        | 7         | 2:30,663    |
| 7     | Egyesült Királyság | Elise Christie       | 21   | 7        | 3         | 6         | 5         | 2:25,028    |
| 8     | Japán              | Ito Ajuko            | 16   | 14       | 21        | 4         | 4         | 2:24,366    |
| 9     | Kanada             | Valerie Maltais      | 5    | 8        | 12        | 5         |           | 2:25,423    |
| 10    | Olaszország        | Arianna Fontana      |      | 5        | 10        | 9         |           | 2:28,330    |
| 11    | Olaszország        | Martina Valcepina    |      | 6        | 14        | 8         |           | 2:26,030    |
| 12    | Japán              | Szakai Jui           |      | 12       | 7         | 13        |           | 2:30,178    |
| 13    | Kína               | Csou Jang            |      | 21       | 5         | 7         |           | 2:21,802    |
| 14    | USA                | Jessica Smith        |      | 13       | 11        | 18        |           | 2:24,568    |
| 15    | USA                | Alyson Dudek         |      | 9        | 24        | 11        |           | 2:23,928    |
| 16    | Oroszország        | Olga Beljakova       |      | 19       | 13        | 16        |           | 2:24,278    |
| 17    | Lengyelország      | Patrycja Maliszewska |      | 10       | 20        | 20        |           | 2:29,855    |
| 18    | Kanada             | Marie-Ève Drolet     |      | 11       | 16        | 24        |           | 2:39,492    |
| 19    | USA                | Lana Gehring         |      | 28       | 17        | 15        |           | 2:28,718    |
| 20    | Magyarország       | Heidum Bernadett     |      | 34       | 6         | 25        |           | 2:41,093    |
| [...] |                    |                      |      |          |           |           |           |             |
| 25    | Magyarország       | Keszler Andrea       |      | 25       | 22        | 28        |           | 2:30,150    |
| [...] |                    |                      |      |          |           |           |           |             |
| 39    | Románia            | Kristó Katalin       |      | 39       | 34        | 37        |           | 2:42,415    |
| [...] |                    |                      |      |          |           |           |           |             |

#### 500 m
| #          | ország             | név                  | legjobb idő |
| ---------- | ------------------ | -------------------- | ----------- |
|            | Kína               | Vang Meng            | 43,177      |
|            | Dél-Korea          | Pak Szunhi           | 43,850      |
|            | Kína               | Fan Ko-hszin         | 44,202      |
| 4          | Kanada             | Marianne St-Gelais   | 43,515      |
| elődöntő   |                    |                      |             |
| 6          | Olaszország        | Martina Valcepina    | 43,531      |
| 7          | Egyesült Királyság | Elise Christie       | 43,733      |
| 8          | Kanada             | Valerie Maltais      | 43,431      |
| középdöntő |                    |                      |             |
| 10         | Lengyelország      | Patrycja Maliszewska | 44,309      |
| 11         | Kanada             | Marie-Ève Drolet     | 44,523      |
| 12         | Japán              | Szakai Jui           | 44,675      |
| 13         | USA                | Jessica Smith        | 44,537      |
| 14         | Japán              | Ito Ajuko            | 44,606      |
| 15         | Egyesült Királyság | Charlotte Gilmartin  | 44,598      |
| 16         | Litvánia           | Agnė Sereikaitė      | 44,545      |
| 17         | Oroszország        | Tatyjana Borogyulina | 44,431      |
| előfutam   |                    |                      |             |
| [...]      |                    |                      |             |
| 25         | Magyarország       | Keszler Andrea       | 45,321      |
| selejtező  |                    |                      |             |
| [...]      |                    |                      |             |
| 34         | Magyarország       | Heidum Bernadett     | 46,283      |
| [...]      |                    |                      |             |
| 39         | Románia            | Kristó Katalin       | 48,014      |
| [...]      |                    |                      |             |

#### 1000 m
| #          | ország             | név                  | legjobb idő |
| ---------- | ------------------ | -------------------- | ----------- |
|            | Kína               | Vang Meng            | 1:31,460    |
|            | Hollandia          | Jorien ter Mors      | 1:31,609    |
|            | Egyesült Királyság | Elise Christie       | 1:31,593    |
| 4          | Kína               | Fan Ko-hszin         | 1:31,908    |
| 5          | Kína               | Csou Jang            | 1:32,079    |
| elődöntő   |                    |                      |             |
| 6          | Magyarország       | Heidum Bernadett     | 1:31,964    |
| 7          | Japán              | Szakai Jui           | 1:31,535    |
| 8          | Dél-Korea          | Sim Szukhi           | 1:31,820    |
| 9          | Dél-Korea          | Pak Szunhi           | 1:31,538    |
| középdöntő |                    |                      |             |
| 10         | Olaszország        | Arianna Fontana      | 1:31,842    |
| 11         | USA                | Jessica Smith        | 1:31,980    |
| 12         | Kanada             | Valerie Maltais      | 1:31,846    |
| 13         | Oroszország        | Olga Beljakova       | 1:31,864    |
| 14         | Olaszország        | Martina Valcepina    | 1:33,231    |
| 15         | Hollandia          | Yara van Kerkhof     | 1:33,483    |
| 16         | Kanada             | Marie-Ève Drolet     | 1:32,293    |
| 17         | USA                | Lana Gehring         | 1:35,653    |
| 18         | Csehország         | Kateřina Novotná     | 1:35,118    |
| 19         | Kanada             | Marianne St-Gelais   | 1:33,918    |
| 20         | Lengyelország      | Patrycja Maliszewska | 1:36,994    |
| 21         | Japán              | Ito Ajuko            | 1:37,136    |
| előfutam   |                    |                      |             |
| 22         | Magyarország       | Keszler Andrea       | 1:32,488    |
| [...]      |                    |                      |             |
| 34         | Románia            | Kristó Katalin       | 1:36,565    |
| [...]      |                    |                      |             |

#### 1500 m
| #        | ország             | név                 | legjobb idő |
| -------- | ------------------ | ------------------- | ----------- |
|          | Dél-Korea          | Pak Szunhi          | 2:23,634    |
|          | Dél-Korea          | Sim Szukhi          | 2:21,398    |
|          | Kanada             | Marianne St-Gelais  | 2:24,424    |
| 4        | Japán              | Ito Ajuko           | 2:24,366    |
| 5        | Kanada             | Valerie Maltais     | 2:25,423    |
| 6        | Egyesült Királyság | Elise Christie      | 2:25,028    |
| 7        | Kína               | Csou Jang           | 2:21,802    |
| elődöntő |                    |                     |             |
| 8        | Olaszország        | Martina Valcepina   | 2:26,030    |
| 9        | Olaszország        | Arianna Fontana     | 2:28,330    |
| 10       | Hollandia          | Jorien ter Mors     | 2:22,043    |
| 11       | USA                | Alyson Dudek        | 2:23,928    |
| 12       | Ausztrália         | Deanna Lockett      | 2:28,532    |
| 13       | Japán              | Szakai Jui          | 2:30,178    |
| 14       | Németország        | Tina Grassow        | 2:26,954    |
| 15       | USA                | Lana Gehring        | 2:28,718    |
| 16       | Oroszország        | Olga Beljakova      | 2:24,278    |
| 17       | Kína               | Vang Meng           | 2:40,258    |
| 18       | USA                | Jessica Smith       | 2:24,568    |
| 19       | Egyesült Királyság | Charlotte Gilmartin | 2:40,979    |
| előfutam |                    |                     |             |
| [...]    |                    |                     |             |
| 25       | Magyarország       | Heidum Bernadett    | 2:41,093    |
| [...]    |                    |                     |             |
| 28       | Magyarország       | Keszler Andrea      | 2:30,150    |
| [...]    |                    |                     |             |
| 37       | Románia            | Kristó Katalin      | 2:42,415    |
| [...]    |                    |                     |             |

#### 3000 m-es szuperdöntő
| # | ország             | név                | idő      |
| - | ------------------ | ------------------ | -------- |
|   | Dél-Korea          | Sim Szukhi         | 5:15,118 |
|   | Kanada             | Marianne St-Gelais | 5:15,762 |
|   | Hollandia          | Jorien ter Mors    | 5:16,200 |
| 4 | Japán              | Ito Ajuko          | 5:17.417 |
| 5 | Egyesült Királyság | Elise Christie     | 5:17,625 |
| 6 | Dél-Korea          | Pak Szunhi         | 5:30,998 |
| 7 | Kína               | Fan Ko-hszin       | 5:50,198 |
| B | Kína               | Vang Meng          |          |

#### 3000 m-es váltó
| #        | ország       | név                                                                      | idő      |
| -------- | ------------ | ------------------------------------------------------------------------ | -------- |
|          | Kína         | Vang Meng Fan Ko-hszin Csou Jang Liu Csiu-hung                           | 4:14,104 |
|          | Kanada       | Marianne St-Gelais Valerie Maltais Jessica Hewitt Marie-Ève Drolet       | 4:15,106 |
|          | Japán        | Szakurai Biba Ito Ajuko Simizu Szajuri Szakai Jui                        | 4:15,680 |
| 4        | Dél-Korea    | Pak Szunhi Cshö Dzsihjon Sim Szukhi Kim Mindzsung                        | 4:20,104 |
| elődöntő |              |                                                                          |          |
| 5        | Olaszország  | Cecilia Maffei Lucia Peretti Martina Valcepina Arianna Fontana           | 4:18,802 |
| 6        | Hollandia    | Yara van Kerkhof Lara van Ruijven Jorien ter Mors Sanne van Kerkhof      | 4:21,000 |
| 7        | Oroszország  | Olga Beljakova Tatyjana Borogyulina Nyina Jevtyejeva Jekatyerina Baranok | 4:21,572 |
| 8        | Magyarország | Kónya Zsófia Lajtos Szandra Heidum Bernadett Keszler Andrea              | 4:24,165 |